# Pentagonhexakontaeder

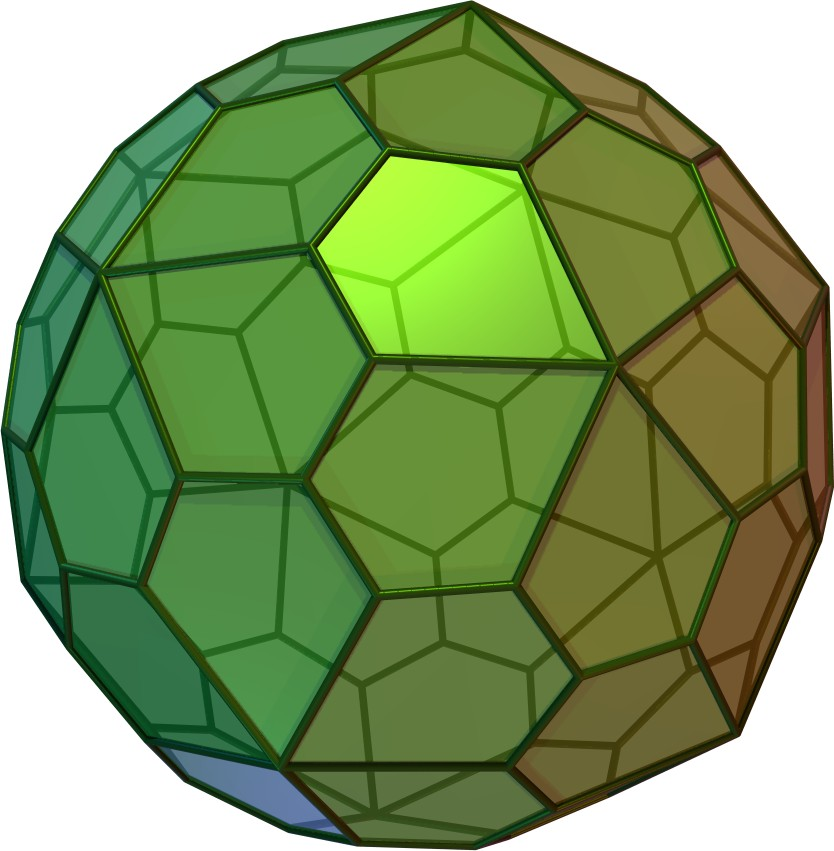
3D-Ansicht eines Pentagonhexakontaeders (Animation)

Netz des Pentagonhexakontaeders

Das Pentagonhexakontaeder ist ein konvexes Polyeder, das sich aus 60 Fünfecken zusammensetzt und zu den Catalanischen Körpern zählt. Es ist dual zum abgeschrägten Dodekaeder und hat 92 Ecken sowie 150 Kanten.
Die folgenden Bilder zeigen zwei zueinander spiegelbildliche Pentagonhexakontaeder.

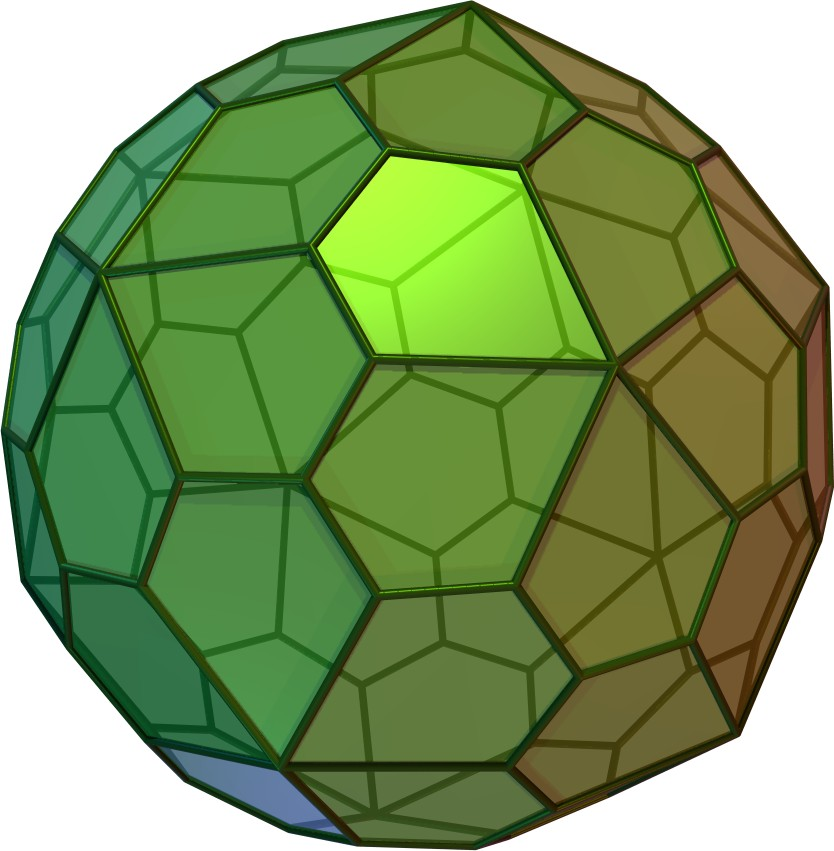
Spiegelvariante 1
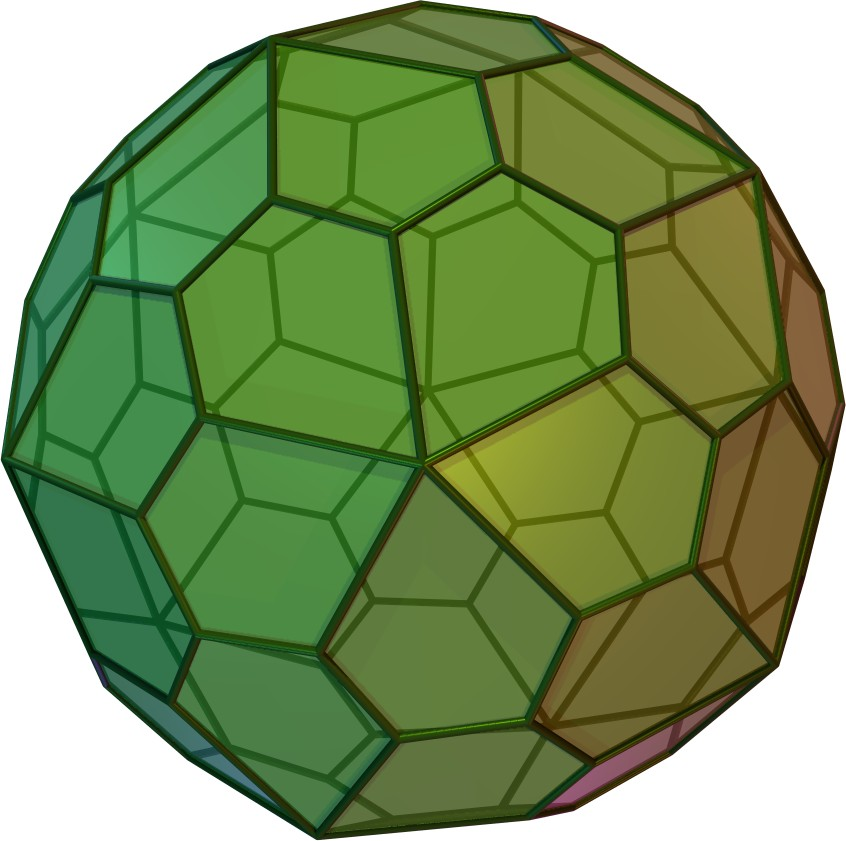
Spiegelvariante 2

## Entstehung

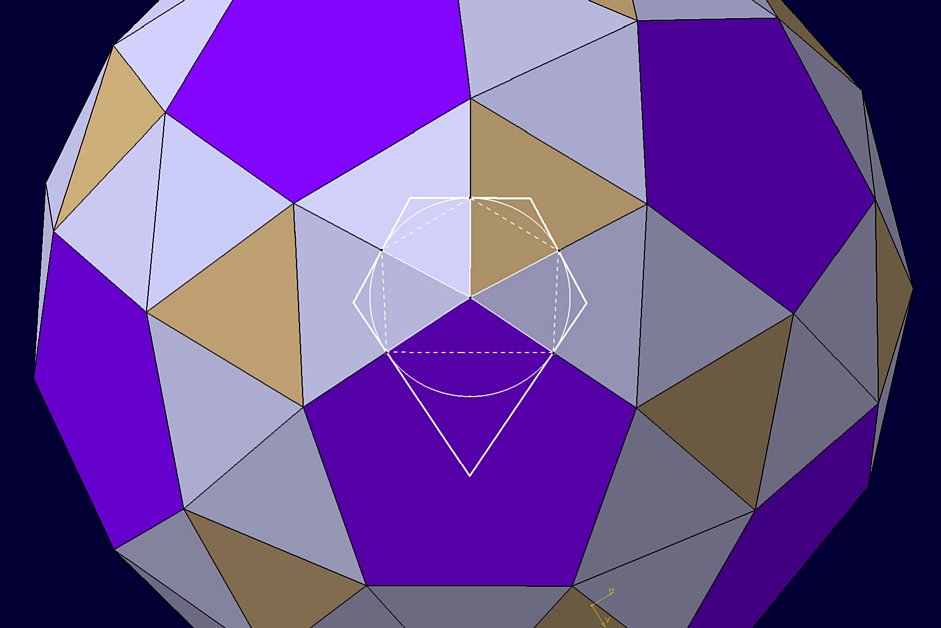
Konstruktion des Tangentenfünfecks am abgeschrägten Dodekaeder

Durch Verbinden der Mittelpunkte von jeweils fünf Kanten, die in jeder Raumecke des abgeschrägten Dodekaeders zusammenstoßen, entsteht ein Sehnenfünfeck, dessen Umkreis gleichzeitig Inkreis des Tangentenfünfecks, der Begrenzungsfläche des Pentagonhexakontaeders, ist. Bei diesem speziellen Typ sind alle Flächenwinkel gleich groß (≈ 153°), und es existiert ein einheitlicher Kantenkugelradius.
Nachfolgend bezeichne der Term {\displaystyle t} den Kosinus des kleineren Zentriwinkels {\displaystyle \zeta } im zuvor erwähnten Sehnenfünfeck; {\displaystyle \Phi } sei die Goldene Zahl.
{\displaystyle t} ist die einzige reelle Lösung der kubischen Gleichung {\displaystyle 8t^{3}+8t^{2}-\Phi ^{2}=0}.
{\displaystyle t=\cos \,\zeta ={\frac {1}{12}}\left({\sqrt[{3}]{44+12\Phi \,(9+{\sqrt {81\Phi -15}})}}+{\sqrt[{3}]{44+12\Phi \,(9-{\sqrt {81\Phi -15}})}}-4\right)\approx 0{,}47157563}
Sei {\displaystyle d} die Kantenlänge des abgeschrägten Dodekaeders, so sind die resultierenden Seitenlängen des Tangentenfünfecks gegeben durch
{\displaystyle a={\frac {d\,(1+2t)}{2\,(1-2t^{2}){\sqrt {2+2t}}}}}
{\displaystyle b={\frac {d}{\sqrt {2+2t}}}}.
Damit stehen die beiden Seitenlängen im folgenden Verhältnis zueinander:
{\displaystyle 2a\left(1-2t^{2}\right)=b\left(1+2t\right)}

## Verwandte Polyeder

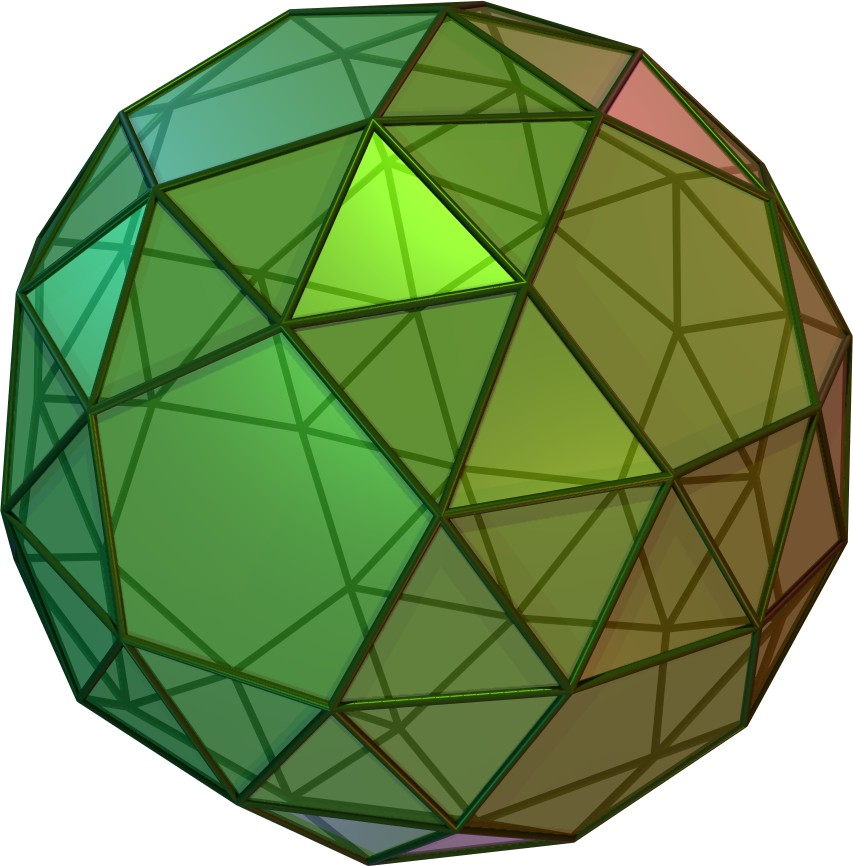
Dualer Körper: Abgeschrägtes Dodekaeder
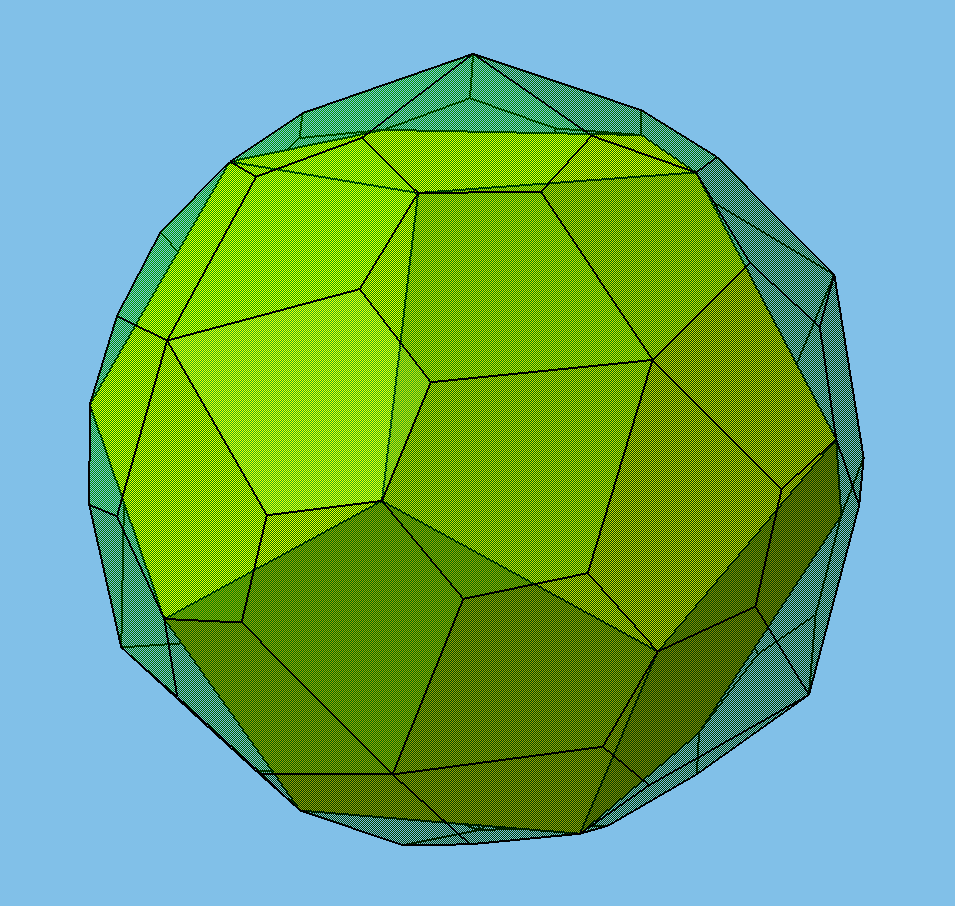
Einbeschriebenes Dodekaeder
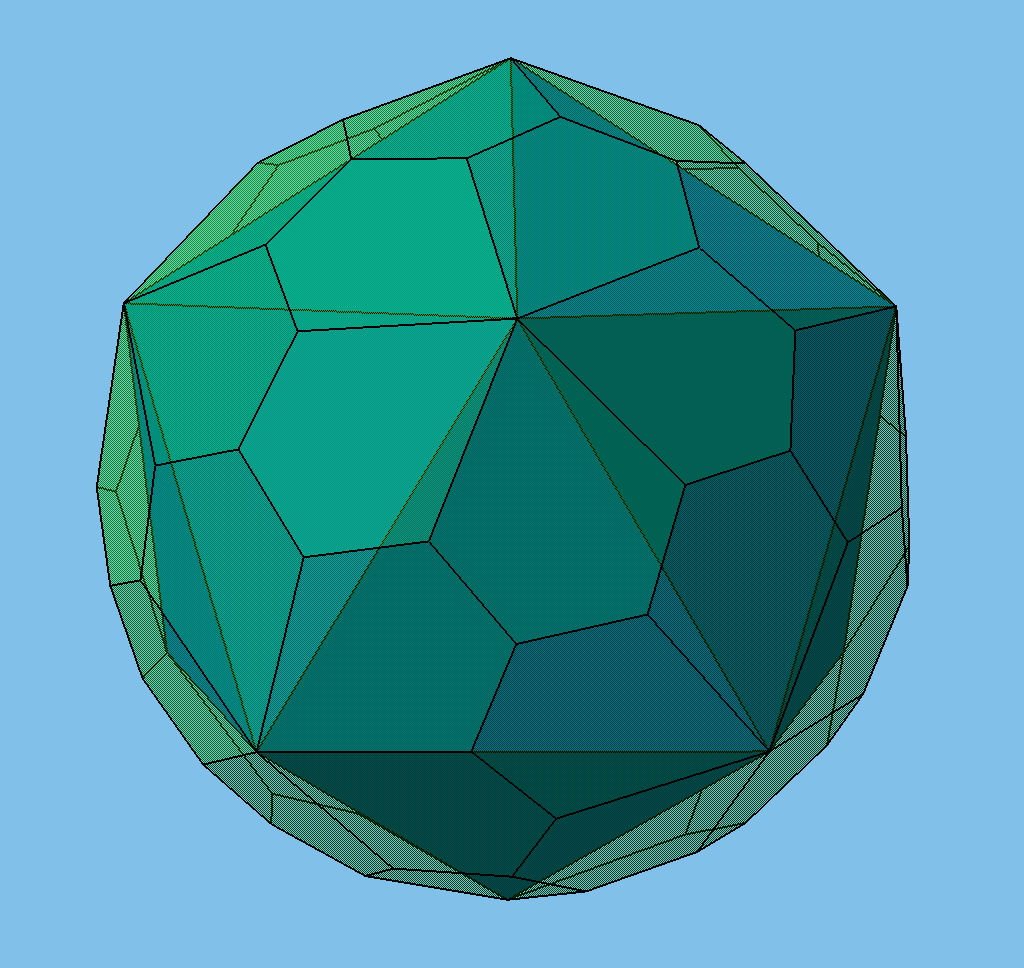
Einbeschriebenes Ikosaeder

## Formeln

### Für das Polyeder
| Größen eines Pentagonhexakontaeders mit Kantenlänge a bzw. b | Größen eines Pentagonhexakontaeders mit Kantenlänge a bzw. b                                                                                 |
| ------------------------------------------------------------ | --- |
| Volumen ≈ 35,42a3 ≈ 189,84b3                                 | {\displaystyle V={\frac {40a^{3}(1+t)(2+3t)(1-2t^{2})^{2}}{(1+2t)^{3}{\sqrt {1-2t}}}}={\frac {5b^{3}(1+t)(2+3t)}{(1-2t^{2}){\sqrt {1-2t}}}}} |
| Oberflächeninhalt ≈ 53,14a2 ≈ 162,73b2                       | {\displaystyle A_{O}={\frac {120a^{2}(2+3t)(1-2t^{2})}{(1+2t)^{2}}}{\sqrt {1-t^{2}}}={\frac {30b^{2}(2+3t)}{(1-2t^{2})}}{\sqrt {1-t^{2}}}}   |
| Kantenkugelradius                                            | {\displaystyle r={\frac {a\,(1-2t^{2})}{1-4t^{2}}}{\sqrt {2\,(1+t)(1-2t)}}=b\,{\sqrt {\frac {1+t}{2\,(1-2t)}}}}                              |
| Inkugelradius                                                | {\displaystyle \rho ={\frac {a\,(1-2t^{2})}{1+2t}}{\sqrt {\frac {1+t}{(1-t)(1-2t)}}}={\frac {b}{2}}\,{\sqrt {\frac {1+t}{(1-t)(1-2t)}}}}     |
| Flächenwinkel ≈ 153° 10′ 43″                                 | {\displaystyle \cos \,\alpha ={\frac {t}{t-1}}}                                                                                              |
| Sphärizität ≈ 0,98163                                        | {\displaystyle \Psi ={\frac {\sqrt[{3}]{36\,\pi \,V^{2}}}{A_{O}}}}                                                                           |

### Für die Begrenzungsflächen
| Größen des Tangentenfünfecks     | Größen des Tangentenfünfecks |
| -------------------------------- | --- |
| Flächeninhalt                    | {\displaystyle A={\frac {2a^{2}(2+3t)(1-2t^{2})}{(1+2t)^{2}}}{\sqrt {1-t^{2}}}={\frac {b^{2}(2+3t)}{2\,(1-2t^{2})}}{\sqrt {1-t^{2}}}} |
| Inkreisradius                    | {\displaystyle r={\frac {a\,(1-2t^{2})}{1+2t}}{\sqrt {\frac {1+t}{1-t}}}={\frac {b}{2}}\,{\sqrt {\frac {1+t}{1-t}}}}                  |
| Diagonale {\displaystyle \\|\,b} | {\displaystyle e=2a\,(1-2t^{2})=b\,(1+2t)}                                                                                            |
| Stumpfe Winkel(4) ≈ 118° 8′ 12″  | {\displaystyle \cos \,\alpha =-t} |
| Spitzer Winkel (1) ≈ 67° 27′ 13″ | {\displaystyle \cos \,\beta =1-2\,(1-2t^{2})^{2}}                                                                                     |

## Anwendung

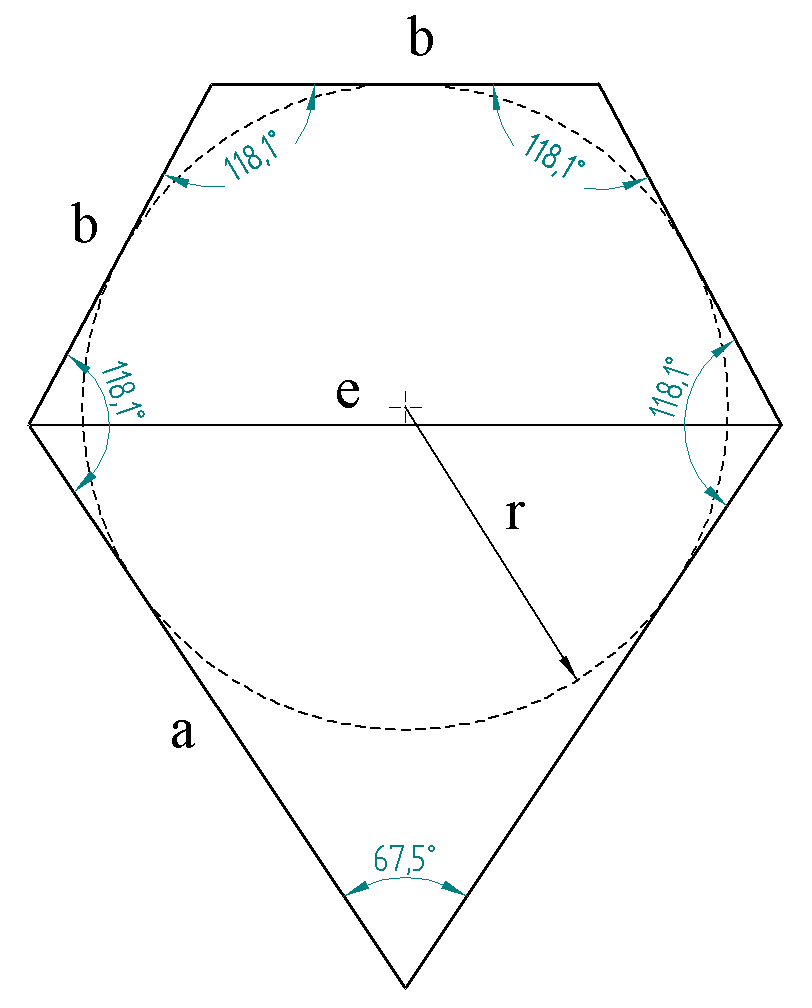
Größen in den Begrenzungsflächen des Pentagonhexakontaeders

In den USA ist ein Verfahren patentiert, bei dem 92 der insgesamt 332 Vertiefungen („dimples“) eines Golfballs auf den Gitterpunkten eines Pentagonhexakontaeders liegen.